# Дилан Чичек Дениз
Дилан Чичек Дениз (на турски: Dilan Çiçek Deniz) е турска актриса и модел. Най-значимата ѝ роля е образът на Сена в сериала „Ямата“.

## Биография
Дилан Дениз е родена на 28 февруари 1995 в Сивас, Турция, но по-късно се е преместила в Анталия. Родителите ѝ са учители. Баща ѝ се казва Орхан Дениз и има музикална група, а майка ѝ е Хале Темизюрек. Когато е била на 8 години двамата се развеждат и тя остава да живее при майка си. На 14 години се е занимавала с хореографии и танци. 
На 15-годишна възраст по препоръка на преподавателя си постъпва в консерватория и в продължение на три години получава различни роли в театъра. През 2010 издава сборник със стихове под името „Мисля, че слънцето – това е мама“, а първите си стихове е писала още когато е била на 9 години. Тренирала е баскетбол, волейбол, карате, тенис, свирила е на пиано и китара. Самостоятелно е изучавала английски и испански език.
На 16-годишна възраст става модел, като се надява така да пробие в актьорството. През 2014 участва в конкурса за красота „Мис Турция“, където заема второ място. През 2015 представи Турция на конкурса „Мис Вселена“ в Маями.
Дилан Дениз изучава литература в Истанбулския университет „Билги“.
Актрисата е висока 1.77 м.

## Кариера
През 2015 получава първата си роля на Ебру в турския римейк на сериала „Малки сладки лъжкини“, но поредицата завършва само с 13 епизода. В края на същата година се снима в няколко епизода от най-добрия турски сериал за 2015 г. „Слънчеви момичета“. През 2016 получава главната роля на Су в сериала „Приказка за Бодрум“.
През 2016 получава наградата за „Ярка звезда“ на фестивала на Пантен „Златна пеперуда“.

## Личен живот
Дилан Дениз се среща с Окан Джан Янтър, който е главен редактор на списание „GQ Türkiye“ и известен журналист.
Има връзка с актьора Фуркан Андъч, която приключва март 2019 г. След това Дилан започва да се среща с актьора Биркан Сокуллу.

## Филмография

### Телевизия
| Година      | Заглавие             | Роля          |
| ----------- | -------------------- | ------------- |
| 2015        | Малки сладки лъжкини | Ебру          |
| 2015        | Слънчеви момичета    | Елиф          |
| 2016 – 2017 | Приказка за Бодрум   | Су Ергювен    |
| 2018 – 2019 | Ямата                | Сена Кочовалъ |

### Филми
| Година | Заглавие    | Роля |
| ------ | ----------- | ---- |
| 2013   | Меден месец |      |

## Награди
| Година | Награда                    |
| ------ | -------------------------- |
| 2014   | „Мис Турция“ (второ място) |
| 2016   | „Ярка звезда“              |